# Star to a Young Culture
Star to a Young Culture是韩国女子团体STAYC的首张单曲专辑。由High Up Entertainment于2020年11月12日发行，唱片公司為Kakao M。该专辑由两首歌组成，均由黑眼必胜制作。

## 背景和宣传
10月11日，High Up Entertainment宣布，他们的第一个女子组合STAYC将于2020年11月12日出道。 在9月8日至10月22日之间公布了该团的所有成员。她们的单曲专辑被命名为《Star To A Young Culture》，主打单曲为《So Bad》。 当天公布预告日程表。这张专辑由黑眼必胜制作，黑眼必胜将她们的声音描述为“Teen Fresh”，是“Teen”和“Fresh”的结合，突出了团体的“独特的个人声色”。 
为了宣传专辑，组合通过VLIVE展开出道Showcase，并首次亮相表演了她们的主打单曲《So Bad》和收录曲《Like This》。组合于2020年11月13日在KBS音乐银行首次亮相打歌， 随后在Show Champion ， 人气歌谣和The Show上进行打歌。

## 单曲
2020年11月12日，《So Bad》作为主打单曲与专辑一同发行。该歌曲的MV在前24小时内获得了超过260万的观看次数。 这首歌在Billboard的K-pop Hot 100上排名第90位，随后在世界数字歌曲销售排行榜上达到第82位和第21位。 这首歌在韩国的Gaon Digital排行榜上达到了159位的巅峰。

## 商业表现
专辑首日售出4,300张，是2020年首次亮相的女子组合的最高销量。 它在发行的第一周就卖出了超过10,000张专辑，成为2020年一个女子组合的首张首张专辑。 在第17位首次亮相之后，EP在韩国Gaon专辑排行榜上达到了第6位的巅峰。乐队还通过Genie Music获得了3万多个流和超过1万个独特的听众。

## 曲目
- 粗體字為主打歌

| 曲序     | 曲目      |                    | 作曲               | 编曲     | 时长 |
| -------- | --------- | ------------------ | ------------------ | -------- | ---- |
| 1.       | So Bad    | 黑眼必勝 Jeon Goon | 黑眼必勝 Jeon Goon | Rado     | 3:32 |
| 2.       | Like This | 黑眼必勝 Jeon Goon | 黑眼必勝 Jeon Goon | Rado     | 3:06 |
| 总时长： | 总时长：  | 总时长：           | 总时长：           | 总时长： | 6:38 |

## 榜单
| 榜单（2020） | 最高排位 |
| ------------ | -------- |
| Gaon专辑榜   | 6        |

## 认证与销量
| 地区 | 认证 | 认证单位/销量 |
| ---- | ---- | ------------- |
| 韩国 | 无   | 60,716+       |

## 發行歷史
| 發行地區 | 發行日期       | 發行形式         | 廠牌                 |
| -------- | -------------- | ---------------- | -------------------- |
|          | 2020年11月12日 | CD、數位音樂下載 | High Up娛樂、Kakao M |
| 全球     | 2020年11月12日 | CD、數位音樂下載 | High Up娛樂、Kakao M |